# Vishay

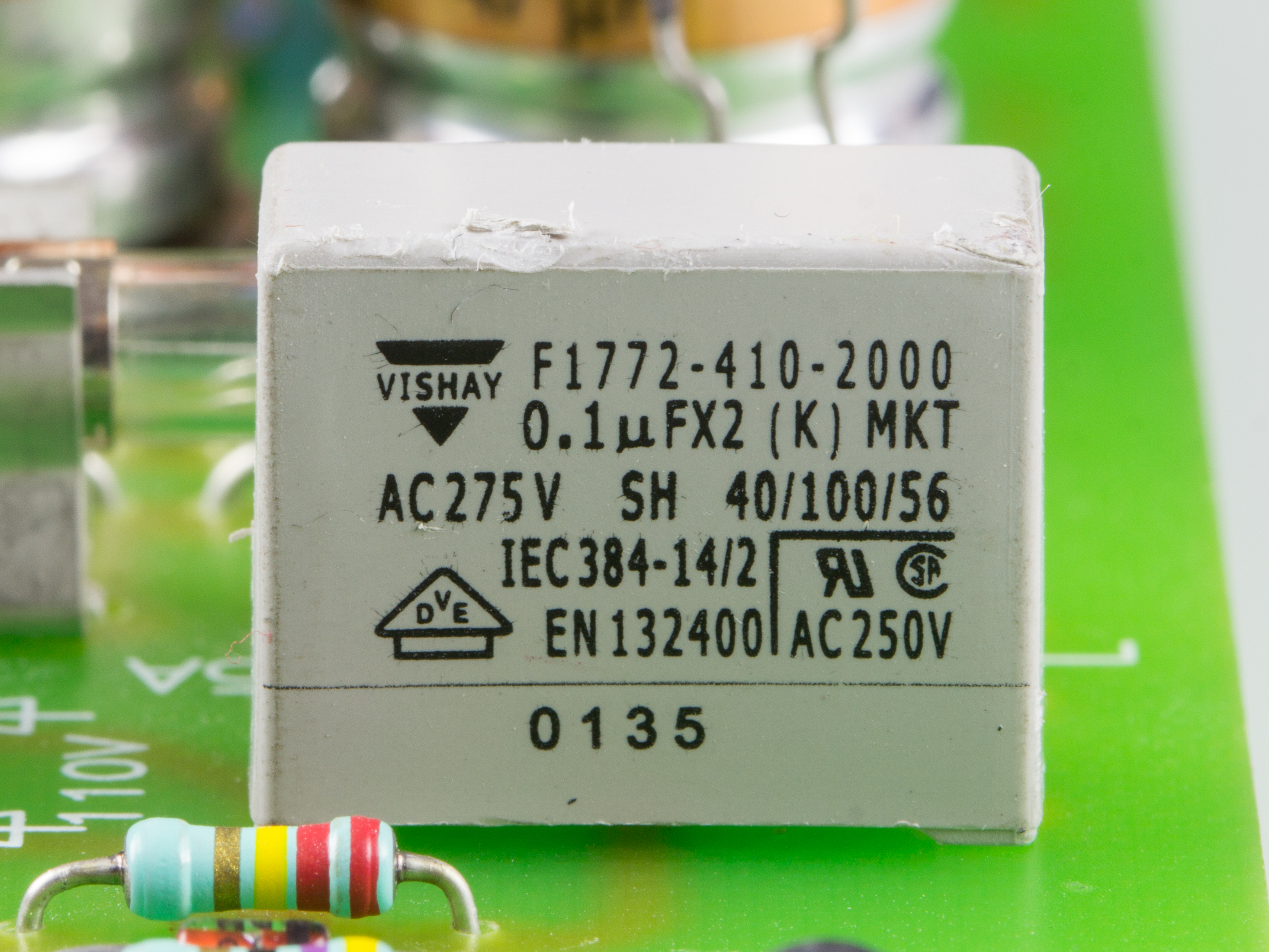
Filmkondensator von Vishay

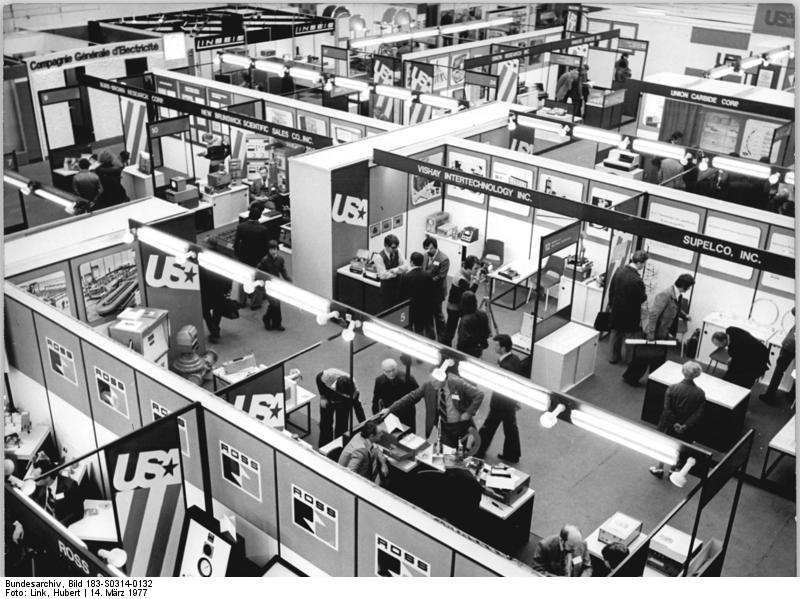
Vishay-Ausstellungsstand auf der Leipziger Frühjahrsmesse 1977

Vishay Intertechnology, Inc., ein an der New Yorker Börse notiertes und in der Fortune-1000-Liste enthaltenes US-amerikanisches Unternehmen, zählt zu den weltgrößten Herstellern von diskreten Halbleiterbauelementen (Dioden, Gleichrichtern, Transistoren, optoelektronischen Bauteilen und ausgewählten IC-Typen) und passiven elektronischen Bauteilen (Widerständen, Kondensatoren, Induktivitäten, Sensoren und Wandlern).
Diese Bauelemente werden in elektronischen Geräten und Einrichtungen fast aller Art eingesetzt. Das Unternehmen ist in der Industrie- und Konsumgüterelektronik sowie Computer-, Automobil-, Kommunikations-, Wehr-, Luft-/Raumfahrt- und Medizintechnik präsent.
Vishay wurde 1962 von Felix Zandman gegründet und hat seinen Hauptsitz in Malvern (Pennsylvania), USA.
Vishay betreibt Produktionsstätten in 17 Ländern und beschäftigt über 24.000 Mitarbeiter.
Die deutschen Standorte sind Selb (vormals Draloric), Heide (vormals Beyschlag), Heilbronn (vormals Temic, Telefunken), Landshut (vormals Roederstein) und Itzehoe (vormals Siliconix). Damit ist Vishay mit rund 1900 Beschäftigten in Deutschland vertreten.
Der Standort Selb ist zudem die Europazentrale des Konzerns.

## Vishay-Marken und Akquisitionen
Firmen und Marken, die zu Vishay gehören, mit dem Jahr der Übernahme:
- Alma Components (1989)
- Angstrom
- Aztronic
- BCcomponents (2002)[3]
- Beyschlag (2002)[3]
- BLH (2002)
- Bradford
- Celtron (2002)
- Cera-Mite (2000)
- Dale ACI (UK)
- Dale (1985)[3]
- Draloric (1987)
- Electro-Films (2000)
- E-Sil Components Ltd. (1966)[4][3]
- ESTA (1993)
- General Semiconductor (2001)[3]
- Lite-On Power Semiconductor (Joint Venture mit Lite-On 1997; mittlerweile wieder verkauft)
- Mann Components (1983)
- Roederstein (1993)[3]
- Sensortronics (2002)
- Sfernice (1988)
- Siliconix Inc. (1998)[3]
- SI Technologies (2005)
- Spectrol (2000)
- Vishay Sprague, Inc. (1992)[3]
- Tedea-Huntleigh (2002)
- Telefunken (1998)
- Vitramon do Brasil Ltda. (1994)[3]

Vishay hält zudem viele Produktrechte und Produktionslizenzen für ältere Produkte anderer Hersteller. So hat Vishay zum Beispiel 2007 einen Großteil der Produkte aus dem Bereich bedrahteter Leistungshalbleiter von International Rectifier gekauft.